# Papir glina
Papirnata glina (eng. paper clay) ona je glinena masa kojoj su dodana prerađena celulozna vlakna (najčešće papir).

## Svojstva i tehnike
Glinena masa zemljanoga posuđa, terakote, kamenine i porculana može se prirediti kao papirnata glina. Što je više vlakana dodano, to je nepečena suha papirnata glina jača, ali pečena je slabija. Manje dodanih vlakana znači slabiju nepečenu papirnatu glinu, ali čvršću pečenu.
Uobičajene tehnike gradnje od meke gline mogu se upotrebljavati i s mekom papirnatom glinom. Razlog je tomu što nema fizičke razlike između meke gline i one u papirnatoj glini osim dodatka malena postotka sićušnih inertnih celuloznih vlakana. Međutim, preporuča se uporaba manje vlakana u papirnatoj glini oblikovanoj na lončarskom kolu. Lončari se njome naširoko koriste za popravljanje pukotina u suhoj, konvencionalnoj glini i suhoj papirnatoj glini.
Tanji i viši radovi mogu se izrađivati s djelomično suhom ili potpuno suhom papirnom glinom. Ponovno vlaženje  gline brže je s papirnatom nego s čistom glinom s obzirom na to da vlakna papira brže upijaju vodu u tijelo gline. Vlažni dijelovi tada se mogu spojiti.
Moguće je da će se papirnata glina brže sušiti, što rezultira manjim savijanjem i pucanjem u usporedbi sa sušenjem konvencionalne gline. Što je više vlakana u papirnoj glini, brže se suši s manje savijanja i pucanja te se brže mogu napraviti spojevi suho-na-suho.
Nekonvencionalne tehnike gline sada su omogućene dodavajući prerađena celulozna vlakna bilo kojoj glini. Za početak, papirnate gline za spajanje suho-na-suho i suho-na-vlažno najradikalnije su nove tehnike. Nadalje, metalni nosači i keramika mogu se rabiti unutar papirnate gline s manje pucanja nego kod konvencionalne gline.
Novost se pojavila kombiniranjem umjetničkih tradicija papira i gline. Primjerice, suha papirnata glina jača je od iste gline bez vlakana, pa se rad može učiniti tanjim i delikatnijim.
Korištenje papirnate gline zahtijeva manje tehničkih vještina od konvencionalne gline tako da se početnici mogu više usredotočiti na kreativno izražavanje svojih ideja. Primjerice, drške od meke papirnate gline mogu se dodati na potpuno suhu papirnatu glinenu posudu bez narušavanja oblika. Drugi oblici izrađeni s pomoću zavojnica više se ne moraju ispravno spojiti prije sušenja: umjesto toga nakon sušenja rada može se nanijeti papirnata glinena pločica za spajanje zavojnica i popuniti sve praznine.
Pukotine u suhoj i pečenoj papirnatoj glini mogu se popraviti papirnatom glinom.

## Pečenje
Proces pečenja papirnate gline sličan je onomu konvencionalne gline. Glina uvijek mora biti potpuno suha prije pečenja kako isparavanje vode ne bi uzrokovalo eksploziju gline. Maksimalne temperature pečenja, rasporedi pečenja i vrste glazure koje se upotrebljavaju za papirnatu glinu jednake su vrijednostima za onu glinu od koje je papirnata napravljena. Neki preporučuju nešto više temperature pečenja. Budući da je suha papirna glina poroznija i ima veću vlačnu čvrstoću od suhe gline, moguće je jedno glazurno pečenje. Zbog veće vlačne čvrstoće u suhom stanju manje je lomova tijekom rukovanja i punjenja peći.
Zamjena dijela gline vlaknima smanjit će toplinsku masu gline, što će dodatno smanjiti energiju potrebnu za pečenje rada. Prelazak na papirnatu glinu s konvencionalne gline nudi znatnu uštedu energije, novca i vremena prilikom pečenja keramike u obrazovnim ustanovama.